# Somen
Somen (素麺) é um macarrão japonês branco e muito fino, feito de farinha de trigo. Ele é normalmente servido frio e seu diâmetro mede menos de 1,3 mm. A diferença principal entre o somen e os macarrões mais grossos como o hiyamugui e o udon é o seu tamanho. Para produzi-lo, ele é esticado, assim como alguns tipos de udon.

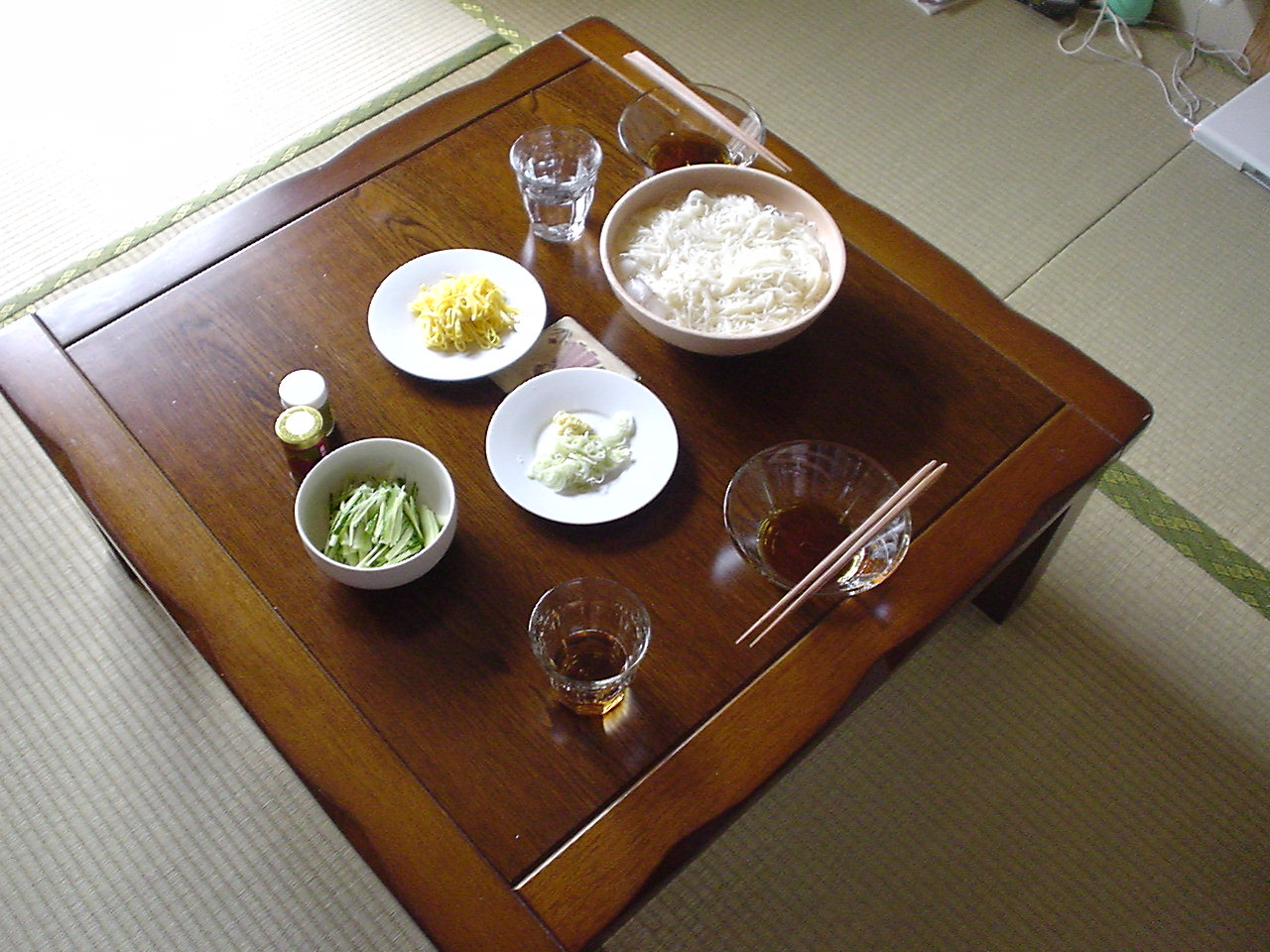
Somen

Somen são normalmente servidos frios com um molho leve ou tsuyu. O tsuyu costuma ser um molho baseado no katsuobushi que pode ser temperado com cebolinha, gengibre ou myoga. No verão, é comum o somen ser resfriado com gelo para torná-lo mais refrescante.
Somen servido em uma sopa quente normalmente é chamado de nyumen e comido no inverno, assim como o sobá e o udon.
O somen teve sua origem entre os séculos VII e IX, na Província de Nara, quando os japoneses trouxeram da China o sakuhei, um prato típico da região feito de farinha de arroz e trigo.

## Como preparar?
A massa deve ser cozida em água fervente e fica pronta em cerca de dois minutos. Basta escorrer o macarrão, passar em água corrente e servir em um recipiente com água e gelo (para garantir a temperatura ideal para o consumo).

## Nagashi somen

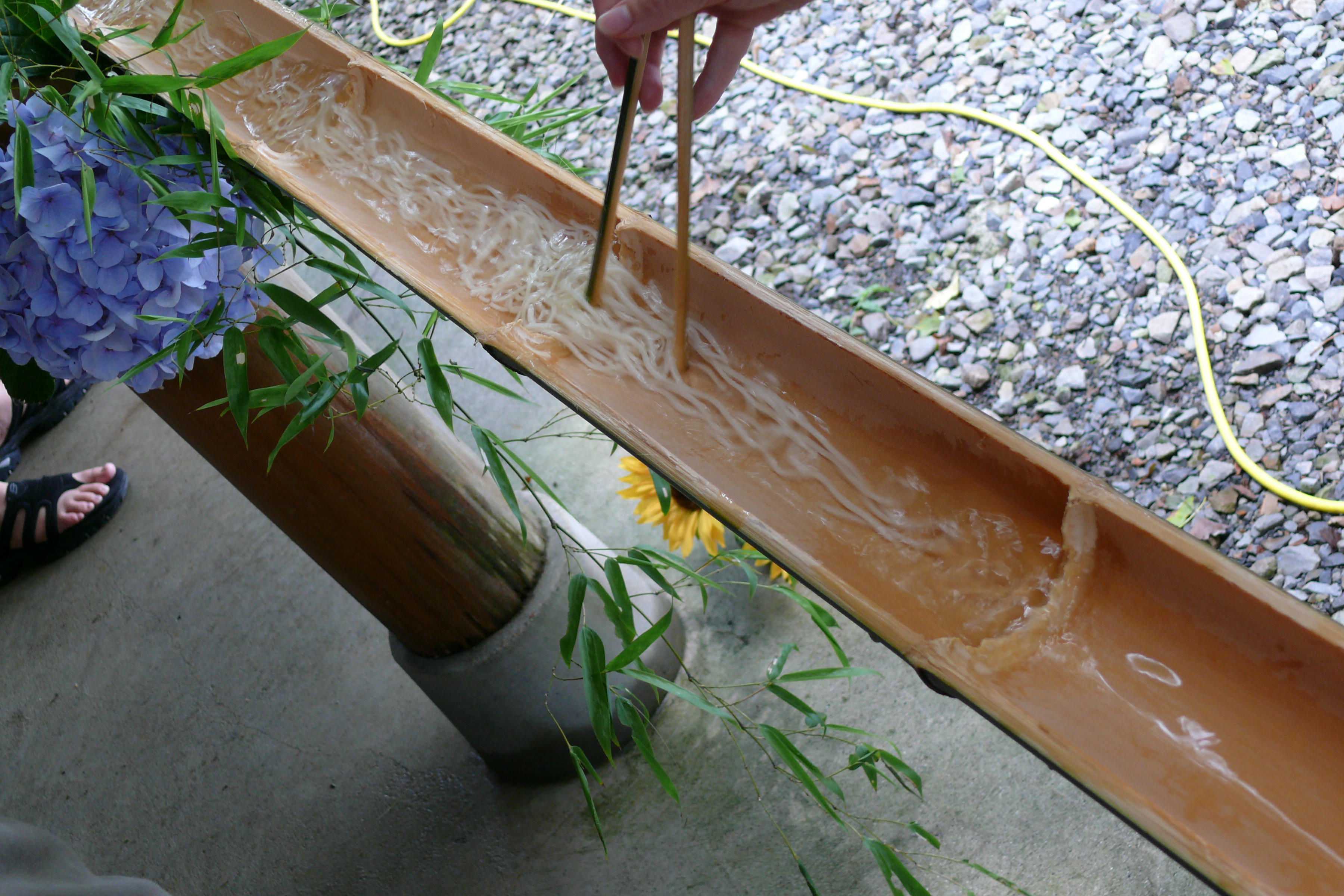
Nagashi somen.

Alguns restaurantes oferecem o nagashi somen (流しそうめん) no verão. O macarrão é colocado em um longo pedaço de bambu cortado que atravessa o restaurante. O bambu carrega água gelada. À medida que o somen passa, os clientes pegam os fios de macarrão com os hashis e os mergulham no tsuyu. Conseguir pegar o macarrão requer destreza, mas como os macarrões que não são pegos ao final da refeição normalmente não são comidos, os clientes são incentivados a pegar o tanto que conseguirem. Alguns estabelecimentos mais luxuosos colocam o somen em bambus verdadeiros, para que os clientes possam desfrutar da refeição dentro de um bonito jardim. Também existem máquinas que simulam a experiência em casa.